# Institut national de la jeunesse et des sports
Institut national de la jeunesse et des sports är ett institut för högre utbildning i Yaoundé, Kamerun. Institutet har ett fokus på idrott,  grundades 1960 och hade 2019 drygt 400 studenter. 
Det har även egna idrottslag. Dess damlag i volleyboll har vunnit kamerunska cupen 10 gånger och kommit fyra i Women's African Club Championship tre gånger (2003, 2009 och 2011). 